# Tripp (Dakota del Sur)
Tripp es una ciudad ubicada en el condado de Hutchinson en el estado estadounidense de Dakota del Sur. En el Censo de 2010 tenía una población de 647 habitantes y una densidad poblacional de 424,84 personas por km².

## Geografía
Tripp se encuentra ubicada en las coordenadas 43°13′31″N 97°57′56″O / 43.22528, -97.96556. Según la Oficina del Censo de los Estados Unidos, Tripp tiene una superficie total de 1.52 km², de la cual 1.52 km² corresponden a tierra firme y (0%) 0 km² es agua.

## Demografía
Según el censo de 2010, había 647 personas residiendo en Tripp. La densidad de población era de 424,84 hab./km². De los 647 habitantes, Tripp estaba compuesto por el 98.45% blancos, el 0% eran afroamericanos, el 0.62% eran amerindios, el 0.15% eran asiáticos, el 0% eran isleños del Pacífico, el 0.15% eran de otras razas y el 0.62% pertenecían a dos o más razas. Del total de la población el 1.7% eran hispanos o latinos de cualquier raza.